# Rapatea steyermarkii
Rapatea steyermarkii är en gräsväxtart som beskrevs av Bassett Maguire. Rapatea steyermarkii ingår i släktet Rapatea och familjen Rapateaceae. Inga underarter finns listade i Catalogue of Life.